# ワルシャワ労働歌
ワルシャワ労働歌（ワルシャワろうどうか、ポーランド語: Warszawianka）は、労働歌、革命歌のひとつ。
詞はポーランドの運動家であるWacław Święcickiによって1880年頃執筆されたもので、ロシア第一革命(1905年 - 1907年）の時、ロシア統治下のポーランドで起こった騒乱の際に同国で広く歌われるようになり、共産主義運動の労働歌としてロシア語やドイツ語など様々な言語に翻訳された。
原題の“Warszawianka“は「ワルシャワ市民」を指す言葉で、ポーランドでは11月蜂起の歌である『Warszawianka 1831 roku』と区別してこの歌を『Warszawianka 1905 （roku）』と呼ぶことがある。

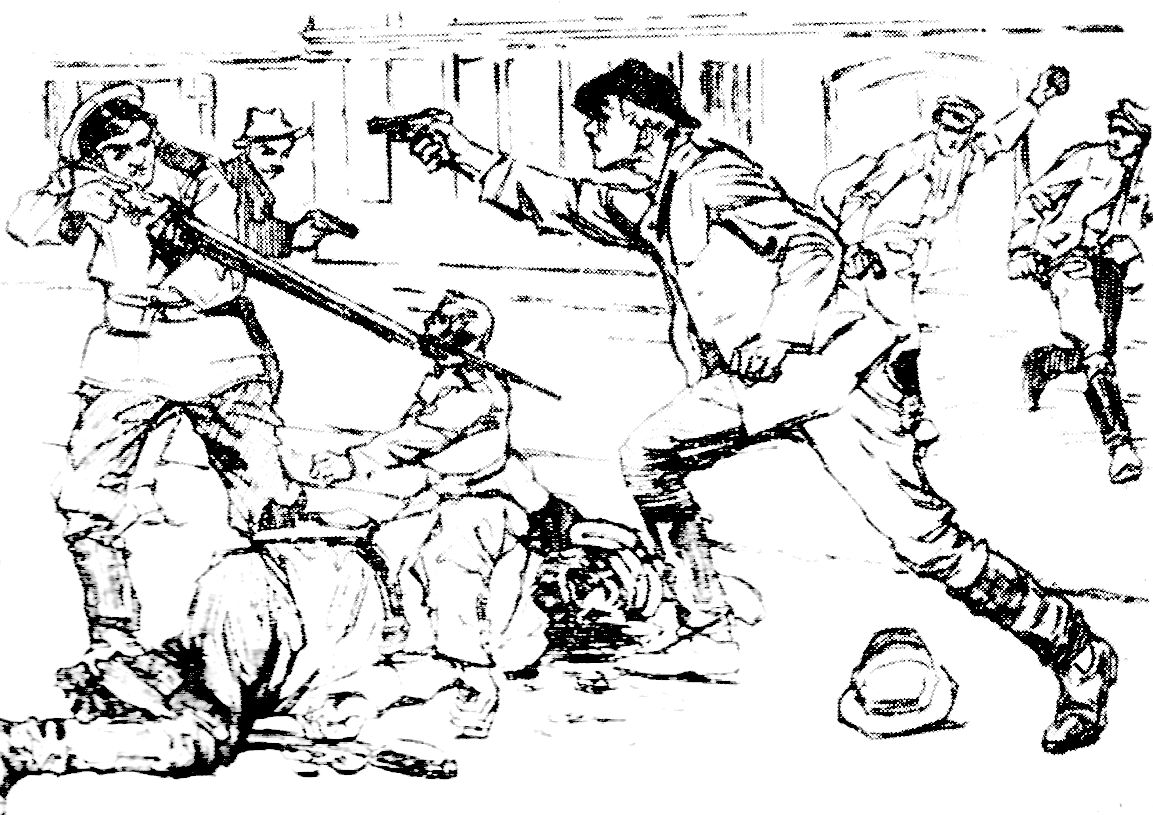
Robotnikに描かれた1905年の騒乱

日本語版の訳詞は1927年に鹿地亘によってつけられた。日本では「ワルシャワ労働者の歌」や「ワルシャワの労働歌」、原題の英語読み「ワルシャウィアンカ」などとも呼ばれる。